# Antoine Jean Bail
Pour les articles homonymes, voir Bail.
 (mai 2018).
- Si vous ne connaissez pas le sujet, laissez ce bandeau (vous pouvez alors contacter les auteurs).
- Si vous supprimez le contenu mis en cause (vous pouvez préalablement contacter les auteurs),

argumentez précisément cette suppression dans la page de discussion
(un manque de référence n'est pas un argument ; une recherche réelle de référence doit avoir été effectuée, être formellement documentée).
 (mai 2018).
Antoine Jean Bail est un peintre français né à Chasselay (Rhône) le 8 avril 1830 et mort à Nesles-la-Vallée le 18 octobre 1919,.
Élève de Claude Bonnefond à l’École des beaux-arts de Lyon, ses scènes de genres exposées dans les salons parisiens et lyonnais ont connu un certain succès auprès du public. Ses deux fils Franck-Antoine (Paris 1858-1924) et Joseph (Limonest 1862-1921) formés par lui ont suivi la même voie. Bail est un peintre d’une grande acuité et un coloriste à la palette sombre avec un registre de tons volontairement limité.

## Biographie

### Enfance et famille
Antoine Jean Bail est né à Chasselay le 8 avril 1830 de Joseph Bail, boulanger et Lucrèce-Anne Boin. Dès son enfance il fait preuve de dispositions précoces pour la peinture.
Il est envoyé à Lyon où demeurent plusieurs de ses oncles, commerçants et artisans. Son père s’y installe à son tour et devient limonadier. Il fait deux séjours successifs aux Beaux-Arts de Lyon où il est élève de Claude Bonnefond. Il débute au salon en 1861 en exposant Les Cerises.
En août 1858 naît Franck-Antoine à Paris, qui deviendra peintre. Antoine-Jean Bail retourne à Lyon en janvier 1860 où il épouse la mère de son fils, Marguerite-Pauline Cazals (née à Beaujeu en 1834, fille de Jean-Baptiste Cazals et de Dorothée Tassy). Leur second fils Joseph, lui aussi destiné à la peinture, naît en janvier 1862 à Limonest. En 1867, naît Amélie qui figurera plusieurs fois sur les tableaux de son père. La famille habite 32, rue du Bœuf en 1872, en plein quartier de peintres-verriers.
Ils se fixent ensuite à Paris puis ils s’installent à Bois-le-Roi. Leur mode de vie simple et rude séduit leurs protecteurs. L’un d'eux, dans une lettre à Kaempfen du 30 novembre 1884[réf. nécessaire], les décrit ainsi : « Gens simples, laborieux, intelligents comme de vrais artiste, vivant ensemble père, mère, deux grands fils et une jeune fille vivant des meilleures lois de la famille ce qui est une vraie distinction. Ils sont venus à Bois-le-Roi après la guerre, leurs enfants étaient petits, tous ont été élevés avec le seul travail du peintre et quelle lutte ! Aujourd’hui tous travaillent à leur tour. En effet, Franck-Antoine soldat au 48e Infanterie en 1878 demande une permission de vingt jours pour aller à Bois-le-Roi terminer un tableau qu’il veut exposer au Salon […] »

### Son œuvre
Bail est un coloriste à la palette sombre : le registre de ses tons est volontairement limité mais prouve un œil d’une grande acuité. Cet intimiste, admirateur des hollandais du XVIIe siècle, dont on confond parfois les œuvres avec son fils Joseph, peint des scènes d’intérieur paysans avec une remarquable sobriété de moyens. Franck-Antoine et Joseph figurent aussi sur les peintures de leur père, notamment dans Le Petit Peintre, où il a probablement fait poser l’un de ses fils[réf. nécessaire].
Il acquiert une réputation d’un peintre immergé dans l’étude des propriétés de la lumière dans plusieurs de ses scènes d’intérieurs inspirés des allemands et est reconnu comme une influence primordiale du développement du réalisme régional.
Au Salon parisien de 1880, Bail expose Un membre de la fanfare. Cette peinture fut utilisée pour une de ses compositions titrée La Fanfare de Bois-le-Roi (musée des Beaux-Arts de Lyon). Pendant l’été 1870 et 1880, Bail et ses fils visitent souvent la région de Fontainebleau pour étudier les scènes rustiques et traditionnelles qui commencent à disparaître rapidement des villages de France. Ce fut certainement à une de ces occasions qu’ils assistent aux préparatifs d’un concert de rue à Bois-le-Roi, sujet qu'il a peint a plusieurs reprises.  
La vie simple menée à Bois-le-roi attire les écrivains et les critiques parisiens et ajoute sans doute au charme des peintures issues de ces lieux. Les représentants du goût officiel consentent à acquérir des tableaux s’ils sont chargés d’une valeur documentaire pour instruire les générations futures, c’est pourquoi la Laiterie en Auvergne de Bail semble préalable[pourquoi ?] à ses Pommes, à son Bric à Brac ou à son Écuelle vide.
Antoine Jean Bail peint des scènes de genre et s’inscrit dans un courant réaliste, sa peinture illustre bien la difficulté de placer la limite entre portrait et scène de genre, dès lors que les personnes viennent de son contexte familier.
Il développe dans ses œuvres une forte influence hollandaise du XVIIe siècle, tant par les sujets inspirés dans la vie quotidienne que par la technique précise, fouillant les plus petits détails. Cette influence se mêle à celle de Jean Siméon Chardin, ou de contemporains comme Théodule Ribot.

## Œuvres

### La Fanfare de Bois-le-Roi
La Fanfare de Bois-le-Roi, 1,04 × 1,48 m, huile sur toile, musée des beaux-arts de Lyon, inv. B322  

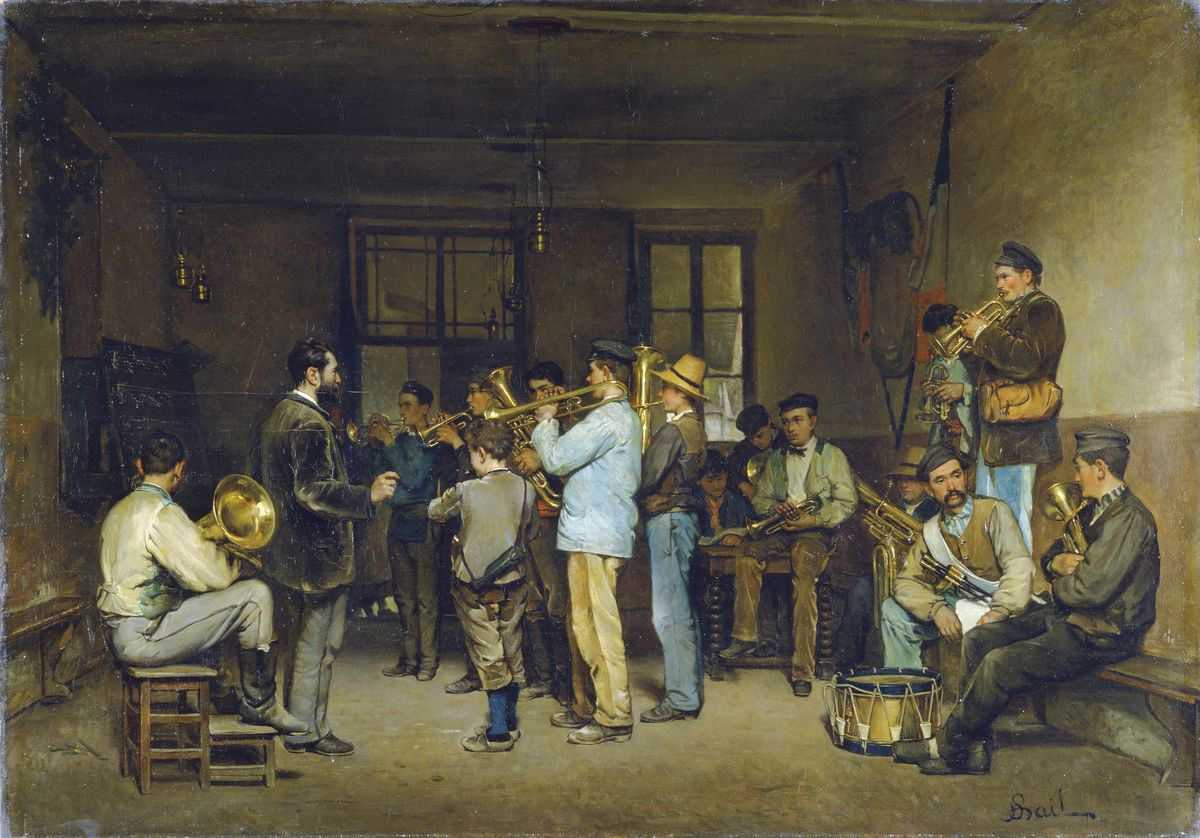
Jean-Antoine Bail, La Fanfare de Bois-le-Roi

Antoine Jean Bail et ses fils, Franck-Antoine et Joseph, avaient coutume de passer la période estivale dans un village proche de Fontainebleau, à Bois-le-Roi. C’était pour lui l’occasion d’observer des fanfares civiles, ensembles musicaux uniquement formés de cuivres et de quelques percussions, dont le répertoire avait des résonances militaires. Ces sociétés musicales et festives, ouvertes à tous sans condition d’âge ni de classe, demeurent actives sous la Troisième République. Leurs sonorités martiales accompagnent tous les grands rassemblements et défilés républicains, qu'ils soient nationaux ou municipaux. Antoine Jean Bail profite de l’occasion pour scruter les jeux de lumières sur les instruments de cuivre. Comme dans toutes ses œuvres, il n’y a ici pas de véritable sujet ce qui sauve le peintre de la vision trop anecdotique de cette scène familière, excellente illustration de la vivacité du courant naturaliste de la deuxième partie du XIXe siècle.
La Fanfare de Bois-le-Roi est plutôt bien accueillie par la critique lyonnaise. Lyon-Revue la considère comme : « […] la toile la plus remarquable que nous connaissions de l’artiste […] Somme toute, une œuvre fort recommandable et qui fait honneur à l’artiste comme elle fera honneur à quiconque en fera l’acquisition ». Ce succès est aussitôt confirmé par l’acquisition de l’œuvre par la Ville de Lyon en 1881, pour la somme de 5 000 francs. La peinture est restaurée en mai 1989 (décrassage, allègement et égalisation d’un vernis jaune et teinté), et en septembre 1992 (démontage et nettoyage du revers, agrandissement du châssis, tension sur châssis)[réf. nécessaire].

### Le Petit Peintre
Cette œuvre acquise de l’artiste en 1866 au Salon de Lyon, pour la somme de 1 200 francs, a été déposée à l'hôtel de ville de Lyon le 17 mai 1989.
Dans le catalogue d’exposition Les Portraitistes lyonnais, Étienne Grafe, écrit à son sujet : « Un garçonnet aux cheveux bruns coupés court, vêtu d’un costume vert bouteille qui laisse voir une cravate d’un rose ocré, un col et des manchettes blancs, fort mal installé sur une chaise rustique à haut dossier, est en train de copier la gravure qui orne une page du livre. Sur la table dans un désordre très artiste, un pot ocre clair, une palette chargée de rouge, de blanc et de vert. Dans le tiroir ouvert, recouvert en partie par une draperie verte, une pipe de couleur clair se détache sur un objet indéfinissable d’un rose éteint. Une étagère cache un paysage tandis qu’un second paysage sert de fond au petit dessinateur… ».
Avec cette œuvre, Bail s’inscrit encore dans un courant réaliste au dessin précis, et aux perspectives soignées. La critique se montre divisée encore une fois.
Philippe Burty écrit : « Le Petit Peintre est une bonne étude, mais dans laquelle l’attention est détournée par trop d’objets et trop de tons et qui, mal équilibré, laisse croire que l’enfant penché sur la table n’a été ajouté qu’après coup. »[réf. nécessaire]
Selon Étienne Grafe, le jeune garçon représenté, serait Franck-Antoine, fils aîné du peintre. Ainsi, cette œuvre illustrerait bien la difficulté d’établir une limite entre la scène de genre et le portrait, dès lors que le personnage est représenté dans son cadre familier.
L'œuvre a fait l'objet d'une restauration en mai 1989 (allègement du vernis, retouche d’usure dans le bas à gauche de la veste noir, revernissage)[réf. nécessaire].

### L’Atelier de dessin à l’École des beaux-arts
Sur cette huile sur toile, Antoine Jean Bail représente des élèves se préparant au concours de Rome, destiné à sélectionner les artistes admis à intégrer l’Académie de France à Rome. Ce concours comportait plusieurs épreuves : sculpture, architecture, estampe, musique et peinture.
Les élèves se consacraient au dessin d’après des moulages de statues antiques, ce que choisi de représenter Bail. Un homme nu pose sur une estrade alors que des élèves s’appliquent à le peindre sous la surveillance d’un professeur. Éclairé par une grande verrière, cet atelier au sol jonché d’instruments de travail, de livres, de papiers et de divers détritus abrite de nombreux moulages en plâtre.